# Röda brigaderna

Röda brigadernas fana

Röda brigaderna (italienska: Brigate rosse) var en italiensk vänsterextrem terrororganisation som var aktiv åren 1970–1988. Organisationen ansåg sig bedriva en legitim väpnad kamp mot staten med syftet att framprovocera en revolution. I praktiken innebar det att Röda brigaderna mördade, skadesköt och kidnappade ett stort antal personer. Totalt mördade Röda brigaderna 86 personer under åren 1974–1988. Många valdes ut för att de ansågs inneha nyckelpositioner i statsapparaten, såsom domare och poliser, andra mest för att de var lättåtkomliga mål med något slags, ibland högst marginell, anknytning till statsmakten. Till den kategorin hör till exempel läkaren Luigi Marangoni som mördades i Milano 17 februari 1981. Den mest uppmärksammade av Röda brigadernas aktioner var kidnappningen av Aldo Moro som inleddes med mord på hans fem livvakter i den attack som i italiensk historia fått namnet massakern på via Fani. Moro mördades efter 55 dagar i fångenskap.
Antalet aktiva medlemmar i Röda brigaderna varierade mycket genom åren. När det var som lägst under hösten 1972 hade organisationen endast fem aktiva medlemmar. Vid tiden för kidnappningen av Aldo Moro var antalet fullvärdiga medlemmar cirka 120. I samband med rättegångarna mot brigaderna under 1980-talet medgav sammanlagt 170 av de åtalade att de var, eller hade varit, aktiva i Röda brigaderna. En av brigadernas tidigare ledare, Renato Curcio, ägnade en del av sin tid i fängelset åt att räkna medlemmar och kom så småningom fram till att totalt 911 personer, 683 män och 228 kvinnor, vid någon tidpunkt hade varit aktiva inom organisationen.

## Begynnelsen
Den mest spridda versionen av organisationens grundande namnger tre, ibland fyra, personer som grundare och ibland anges t.o.m. ett exakt datum. Versionen är i allt väsentligt en journalistisk efterhandskonstruktion och ger en mycket förenklad bild av det första stadiet. Röda brigaderna hade sina rötter i en kortlivad marxist-leninistisk aktivistgrupp i Milano som gick under beteckningen Collettivo politico metropolitano, grundad i slutet av 1960-talet av Renato Curcio och Duccio Berio. Ett 70-tal medlemmar av denna grupp samlades i november 1969 till ett möte i Chiavari där man formulerade den teoretiska grunden för den kommande väpnade kampen. Bland deltagarna fanns de flesta av de personer som kom att utgöra den hårda kärnan i Röda brigadernas första generation. Där fanns fyra sociologistuderande från universitetet i Trento: Renato Curcio, Mara Cagol, Paola Besuschio och Giorgio Semeria, tre militanta före detta medlemmar av italienska kommunistpartiet PCI: Alberto Franceschini, Prospero Gallinari och Roberto Ognibene, samt tre arbetare på företaget Sit-Siemens: Mario Moretti, Corrado Alunni och Alfredo Bonavita. Av de fyra akademikerna från Trento hade Curcio och Semeria avbrutit sina studier medan Cagol och Besuschio båda hade tagit en examen i sociologi. Av de nämnda kom Corrado Alunni senare att lämna Röda brigaderna och grunda en egen beväpnad organisation: Formazioni Comuniste Combattenti.
Redan under våren 1970 hade de första flygbladen, prydda med en asymmetrisk stjärna, börjat spridas i Milano. Symbolen hade designats av det äkta paret Curcio och Cagol tillsammans med Franceschini som vid den tiden var inneboende hos dem. De första flygbladen spreds på Sit-Siemens fabrik av Moretti. Det är huvudsakligen detta initiala samarbete som gett upphov till historien om ett grundande av en organisation genom ett konkret beslut. I själva verket existerade vid denna tidpunkt ännu ingen plan för vad och hur man skulle göra på längre sikt. Under augusti 1970 tog man nästa steg och rekryterade ett hundratal unga revolutionärer i Milano, Rom, Trento och Reggio Emilia. Hur man i praktiken skulle gå till väga för att åstadkomma en revolution beslöts hösten 1970 på ett nytt möte i byn Costaferrata i Reggio Emilia. Mötet arrangerades av vänsterorganisationen Sinistra proletaria och resulterade i en delning av de deltagande aktivisterna i två grupper. En radikal gruppering under ledning av Corrado Simioni som var för grundandet av en helt underjordisk organisation och en grupp ledd av Curcio som pläderade för att man skulle agera öppet med bas i de stora industristädernas fabriker. Curcios linje segrade och ur hans grupp föddes sedan Röda brigaderna. Myndigheterna fäste ingen större uppmärksamhet vid det som skedde. Man antog att det rörde sig om ytterligare en i den långa raden av högljudda aktivistgrupper som fyllde städernas demonstrationståg och organiserade strejker i fabrikerna. Händelsen som bröt mönstret inträffade 17 september då två bensinbomber exploderade vid ett garage som tillhörde Giuseppe Leoni, personalchef på Sit-Siemens. På garageporten hade någon skrivit: "Brigate rosse". Det var Röda brigadernas första så kallade bestraffningsaktion.

## Organisationen

### Den ideologiska grunden
Den ideologiska grunden för Röda brigadernas organisation var till största delen traditionell och dogmatisk kommunistisk och innehöll inget avancerat nytänkande. När medlemmar diskuterade en faktisk revolution var det vanligtvis oktoberrevolutionen man syftade på men även den kinesiska kulturrevolutionen diskuterades som ett exempel på hur man kunde få folket med sig. Man hänvisade flitigt till Lenin, varvid särskild betydelse tillmättes hans utsaga om att en revolution kan börja när man är säker på att den kommer att lyckas. Dessa diskussioner var ett viktigt steg i konkretiserandet av revolutionstanken och utformandet av den organisation som skulle starta revolutionen genom att slå till mot statens kärnfunktioner (ordagrant: "statens hjärta"). Beslutet baserades på en förmodligen av Franceschini formulerad abstrakt tankefigur om "Staten" som omfattade alla faktiskt existerande stater och som fick förkortningen Sim (Stato imperialista delle multinazionali). Det konkretiseringen gällde var att identifiera de politiska projekt, institutioner och personer i Italien som bidrog till att upprätthålla detta förment allomfattande system av maktutövning och förtryck. 
Det viktigaste syftet med att slå till mot nyckelpersoner var att tydligt demonstrera för arbetarklassen att den härskande klassen var sårbar. Man uttryckte det som så att genom att slå till mot en person kunde man uppfostra hundra. En annan viktig ideologisk komponent var den kontinuitet från motståndsrörelsen mot tyskarna som kändes påtagligt konkret för många brigadister. Motståndsrörelsens partisaner som deltagit i kampen mot fascismen och den tyska ockupationen var vid denna tid ofta inte äldre än 45-50 år och många brigadister hade en eller flera före detta partisaner i sin släkt eller bekantskapskrets. De förekom även som deltagare i politiska diskussioner, inte minst sådana som handlade om varför tiden inte hade varit mogen för en revolution 1945. Kontakten med partisanerna kom även att få en stor praktisk betydelse.

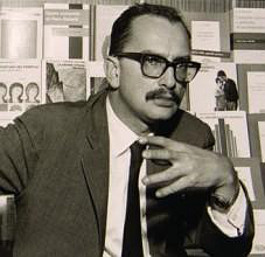
Röda brigaderna förde ideologiska diskussioner med den militante vänsteraktivisten och bokförläggaren Giangiacomo Feltrinelli, även känd som "kamrat miljardären".

### Medlemmar, utrustning och finansiering
Röda brigaderna bestod organisatoriskt av två medlemsskikt, de reguljära och de irreguljära. De reguljära eller ordinarie medlemmarna ("i regolari") var aldrig fler än ett tiotal i varje större stad eller annat geografiskt område (region) där brigaderna hade etablerat en militärstrategisk enhet, en "colonna". De reguljära medlemmarna levde på heltid utanför det ordinarie samhället, under falsk identitet. De förvärvsarbetade inte och hade inte heller några andra lagliga inkomster och ingen som helst kontakt med myndigheter eller den offentliga sjukvården. Som bostad hade de vanligen en hyreslägenhet (”bas”), hyrd under den falska identiteten som vid behov kunde styrkas med falska id-handligar av hög kvalitet. Alla situationer där man kunde förväntas att presentera sig för grannar eller tala om vad man höll på med skulle undvikas. Oftast rörde det sig om lägenheter i moderna bostadsområden där det inte förekom några sociala kvällsaktiviteter på torg eller i gathörn och umgänget mellan grannar även i övrigt var närmast obefintligt jämfört med äldre bostadsområden. Massmedia döpte dessa gömställen till "covi" (lyor, gryt). De fungerade förutom som tillfälliga bostäder när en särskild aktion förbereddes, även som lager för vapen och annan utrustning. Vissa baser var i praktiken fältsjukhus dit sårade brigadister transporterades för vård, andra fungerade som arkivlokaler. Metoden spred sig snabbt till andra terrorgrupper, såväl röda som svarta (fascister). Totalt kom den italienska polisen att med tiden identifiera över 700 lägenheter som baser tillhörande olika militanta grupperingar. Brigadisterna förflyttade sig med kollektiva färdmedel eller med stulna bilar som var försedda med falska registreringsskyltar och utrustade med komplett förfalskad dokumentation. Dokumenten framställdes av någon irreguljär medlem som drev ett eget tryckeri helt lagligt och vid behov tryckte de förfalskade handlingar som behövdes i verksamheten. 
De irreguljära medlemmarna var till största delen arbetare, många av dem kvalificerade specialister inom sitt yrkesområde, som utåt sett levde i en helt vanlig löntagartillvaro men vid behov ryckte in med olika stödinsatser, även som spanare och budbärare på sin fritid. De irreguljära bildade vanligen så kallade brigader på sina arbetsplatser eller i sina hemkvarter och hade där bland annat ansvaret att distribuera flygbladen med Röda brigadernas kommunikéer. En brigad, eller flera tillsammans, kunde ansöka om att få bilda en reguljär stridande enhet, en colonna. Man fick då kontakta Röda brigadernas verkställande utskott (”Comitato Esecutivo”) som sände representanter till orten för att kontrollera om det fanns förutsättningar för en ny colonna och om så var fallet utsågs en ledare för den. En viktig princip som man fattade beslut om 1972 var "compartimentazione", en stuprörsprincip som innebar att varje colonna skulle vara politiskt och organisatoriskt autonom och de skulle inte ha någon direkt kontakt med varandra. Medlemmarna i en stad skulle i princip inte känna till identiteten på någon medlem i en annan stad. På det sättet räknade man med att i ett krisläge kunna rekonstruera hela organisationen även om endast en colonna fanns kvar.
De reguljära medlemmarna försörjdes ekonomiskt genom en fast månadslön ("stipendio"), motsvarande en fabriksarbetares, fördelad av brigadernas verkställande utskott. Inledningsvis kom lönemedlen från bankrån, internt kallade ”expropriation av kapitalet”. Detta sätt att finansiera verksamheten övergavs successivt i mitten av 1970-talet, dels för att det var riskabelt och tidskrävande och tog för mycket tid från den politiska verksamheten. En annan orsak var att många medlemmar protesterade mot metoden med argumentet att de kunde bli stämplade som vanliga kriminella i stället för politiskt medvetna och övertygade kommunister som de faktiskt var. Man avböjde av ideologiska skäl åtminstone ett anbud om betydande extern finansiering från den kände bokförläggaren och politiske aktivisten Giangiacomo Feltrinelli. Den långsiktiga lösning som majoriteten kunde acceptera var att man i stället började kidnappa kapitalister, rika företagsägare och kräva deras anhöriga på lösensummor. Lösningen visade sig vara lyckad när man 1977 kidnappade en medlem av den genuensiska skeppsredarsläkten Costa och lyckades få ut en gigantisk lösensumma som täckte Röda brigadernas behov av kontanter i fyra år.
Röda brigaderna fick initialt största delen av sina vapen från partisanernas hemliga vapengömmor från krigstiden som de förmodligen fått kännedom om genom sina kontakter med före detta partisaner. I ett senare skede köptes och stals även modernare vapen, bland annat k-pistar av modellerna Beretta M12 och Škorpion vz. 61 

### Terrorismens byråkrati
Sannolikt har ingen terrororganisation eller motståndsrörelse i historien producerat en så omfattande dokumentsamling under sin verksamhet som Röda brigaderna. Det ligger i sakens natur att underjordiska organisationer som ägnar sig åt olaglig verksamhet försöker undvika att producera skriftliga handlingar som kan komma att användas som bevis mot dem. I detta avseende avvek Röda brigaderna från mönstret. Man upprättade till exempel omfattande kartotek över sina potentiella måltavlor med registerkort, slående lika polisens register över kända brottslingar. Det kunde ligga månader av arbete bakom ett sådant kort. Varje kort hade ett foto på personen, namn och adress, uppgift om aktuell arbetsplats, anteckningar om dagliga rutiner och andra aktiviteter som personen regelbundet ägnade sig åt. Korten innehöll också alltid en uppgift om vilken typ och grad av personskydd personen eventuellt hade. Före detta brigadister har vittnat om uppdrag att slå till mot någon vars utseende var känt för dem endast från registerkortets fotografi. I åtminstone ett sådant fall avbröts aktionen bara sekunder före verkställandet då den designerade skytten blev övertygad om att mannen han precis skulle skjuta inte var rätt person.
En orsak till att kartoteken tillkom, trots sitt uppenbara bevisvärde, var att man började skapa dem före övergången till användning av direkt våld mot enskilda personer. När kartoteken väl existerade och man började rikta in sig på individnivå blev de så värdefulla för verksamheten att man valde att ta den risk det innebar om de skulle hittas av polisen. Efterhand började man även producera mötes- och beslutsprotokoll, anteckningar om orsaker till möten, vad som skulle beslutas och vem som skulle göra vad. Allt registrerades och arkiverades noggrant. Efteråt är det lätt att inse att Röda brigaderna genom sin interna byråkrati underlättade polisens utredningsarbete väsentligt.

## Våldet trappas upp

### Den första kidnappningen
Röda brigaderna etablerade snabbt en ställning på företaget Sit-Siemens fabrik i Milano som ett starkare och mer radikalt alternativ till de traditionella fackföreningarna, ungefär på samma sätt som Lotta Continua och Potere Operaio gjorde på Fiat i Turin. Från en början med aggressiv agitation i flygblad med udden riktad mot företagets ledning eskalerade aktiviteterna under hösten 1970 till bensinbomberna vid personalchefen Leonis garage i september. Ett par månader senare eldade man upp en bil som tillhörde företagets säkerhetschef Ermanno Pellegrini i den första av flera aktioner riktade mot bilar. I januari 1971 placerade man åtta brandbomber på Pirellis anläggning i Lainate och trots att bara tre av dem exploderade åstadkoms stora materiella skador. Efter nyårsskiftet 1972 fattades beslutet att rikta in sig på enskilda individer. Inspirerade av Tupamaros strategi valde brigaderna som sin första måltavla en av cheferna vid Sit-Siemens anläggning i Milano, Idalgo Macchiarini, som kidnappades 3 mars 1972 av tre män klädda i blåställ. Han försågs med handklovar och slängdes in i en skåpbil och fördes till en liten lägenhet. Där fotograferades Macchiarini under vapenhot med en skylt om halsen på vilken det kungjordes att han var en fascist som ställts inför rätta och dömts av Röda brigaderna. På skylten fanns också det oroande budskapet om att "proletariatet" nu hade tagit till vapnen och att aktionen var början till slutet för överheten. Därefter försattes Macchiarini i "tillfällig" frihet.

### Fallet Mario Sossi
I april 1974 kidnappade Röda brigaderna den högerpolitiske domaren Mario Sossi i Genua och höll honom fången i 35 dygn. Staten gick med på Röda brigadernas krav som var att åtta medlemmar i en annan organisation, Gruppo XXII Ottobre, som avtjänade fängelsestraff skulle släppas på fri fot. Det i princip olagliga beslutet att försätta redan dömda brottslingar på fri fot fattades av en appellationsdomstol i Genua, efter initialt motstånd av regeringen. Rättens ordförande ansåg att det fanns tillräcklig grund för ett frisläppande och bestämde att så skulle ske. Förutsättningen var att frigivningen var tillfällig, fångarna skulle inte återfå sina pass och de skulle snarast möjligt gripas igen för att fortsätta avtjäna sina straff. Beslutet fattades samma dag, 20 maj, som den av Röda brigaderna utfärdade tidsfristen gick ut. Inrikesministern Paolo Emilio Taviani beordrade då att polisen skulle omringa fängelset i Marassi så att de av rätten frigivna fångarna i praktiken inte skulle kunna lämna fängelseområdet, samtidigt som domstolens beslut överklagades till en kassationsdomstol av allmänna åklagaren Francesco Coco, en vän till Sossi, som motsatte sig att fångarna frigavs utan beslut av högsta rättsinstans. Cocos ingripande räddade regeringen från att bryta mot lagen och gav samtidigt brigaderna betänketid och möjlighet att avstå från att avrätta Sossi utan prestigeförlust. Röda brigaderna nöjde sig med appellationsdomstolens formella beslut och släppte Sossi tre dagar senare. Det rättsligt tveksamma beslutet om frisläppandet av fångarna i Marassi verkställdes däremot aldrig. Enligt Franceschini hade man inte heller förväntat sig att fångarna skulle släppas. Genom den stora publicitet som fallet och Röda brigaderna hade fått i pressen kände brigadisterna ändå att de hade kunnat flytta fram sina positioner ordentligt. Sossi skjutsades i bil från den "covo" där han hållits fången av Franceschini och Pietro Bertolazzi som gav honom en tågbiljett till Genua och lämnade honom sittande på en parkbänk i Milano. I fickan hade han en kommuniké från brigaderna som dagen efter publicerades i Corriere della Sera. I kommunikén meddelades bland annat att man uppfattade Cocos agerande som ett misslyckat försök att skapa ett dödläge där brigaderna inte skulle kunna fullfölja aktionen. Drygt två år senare, 8 juni 1976, mördade Röda brigaderna Coco och hans livvakter Giuseppe Saponara och Antioco Dejana i Genua i sin första aktion där det primära syftet var att döda någon.

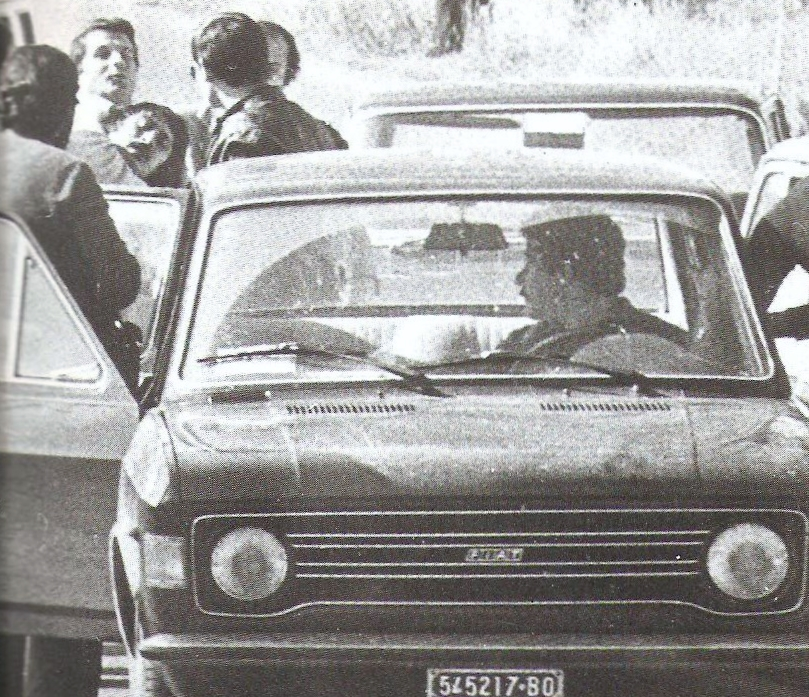
Alberto Franceschini och Renato Curcio (i bilen) grips av polisen 8 september 1974.

## De första arresteringarna och brigadernas motdrag
Sommaren 1974 förberedde specialstyrkor ledda av generalen Carlo Alberto dalla Chiesa en aktion mot Röda brigaderna. Målet var att gripa så många av ledarskiktet som möjligt. För operationen utnyttjades en infiltratör, f.d. främlingslegionären och franciskanmunken Silvano Girotto, av journalister även kallad "broder k-pist" ("Frate mitra"). Girotto som hade vistats en längre tid i Sydamerika hade efter sin återkomst av skäl som inte är kända blivit informant för karabinjärerna. Girotto åtog sig det farliga uppdraget att etablera kontakt med Curcio och Franceschini. Han fick namnen på två personer som polisen visste hade nära kontakter med brigaderna, advokaten Giambattista Lazagna och läkaren Enrico Levati. Genom Levati lyckades Girotto få till ett första möte med de två efterlysta ledarna som ägde rum på järnvägsstationen i Pinerolo 28 juli. Två dagar före deras tredje möte mottog Levati ett telefonsamtal från en anonym uppringare som meddelade att Curcio skulle gripas inom en snar framtid. Levati vidarebefordrade varningen till Mario Moretti som också skulle delta i mötet med Girotto i Pinerolo 8 september. Moretti lyckades dock inte få fram en varning till Curcio och Franceschini före mötet och när de anlände till Pinerolo i en Fiat 128 blev de gripna av civilklädda karabinjärer.
Den första stora framgången i kampen mot Röda brigaderna följdes snart av flera. Den 14 oktober hittade karabinjärerna en av brigadernas baser i Robbiano de Mediglia. Lägenheten var tom så när som på en del av Röda brigadernas arkiv, innehållande en "kontrautredning" som omfattande över 200 dokument angående polisens spaning mot brigaderna. Karabinjärerna stannade kvar i lägenheten och grep under natten tre brigadmedlemmar vid deras återkomst till basen. Pietro Bertolazzi och Pietro Bassi lät sig gripas utan motstånd medan en tredje, Roberto Ognibene, öppnade eld och dödade karabinjären Felice Maritano innan han själv blev träffad och kunde gripas.
Efter dessa gripanden trodde man att Röda brigaderna var nära slutet. Myndigheterna menade sig fullt korrekt ha gripit två tredjedelar av brigadernas "strategiska ledning" (Curcio och Franceschini) och dessutom ytterligare en av de ursprungliga medlemmarna (Ognibene). Moretti tog omedelbart initiativet och till de två vakanta posterna i ledningen utnämndes Mara Cagol och Giorgio Semeria. Under ledning av Mara Cagol lyckades fem brigadister i en spektakulär aktion frita Curcio från fängelset i Casale Monferrato i februari 1975. Cagol och Moretti anlände till fängelset under besökstid, Cagol för dagen maskerad (blonderad) och med ett stort paket under armen. När de väl blivit insläppta plockade Cagol fram en kpist ur sitt paket och tvingade vakterna att släppa in ytterligare tre beväpnade brigadister. De klippte snabbt av fängelsets telefonledningar och letade reda på Curcio. Hela aktionen varade i endast ca. fyra minuter.

## Röda brigaderna under Morettis ledning 1976-1981

### Maktskiftet i ledningen
Den 5 juni 1975 dödades Mara Cagol i en kort eldstrid med karabinjärer. Hon hade tillsammans med Walter Alasia, rekryterad från Lotta Continua 1973, organiserat kidnappningen av industrialisten Vittorio Vallarino Gancia som ägde rum 4 juni. Enligt Giorgio Semeria gjordes flera misstag under planeringen av denna kidnappning. Det allvarligaste var att Cagol valde ett gömställe som var alldeles för nära den plats där kidnappningen skedde, en lantgård i Monferrato som brigaderna använt sig av i många år. När en brigadist, Massimo Maraschi, greps av en ren slump i området efter att ha varit inblandad i en krock bestämde general dalla Chiesa att sökandet skulle koncentreras dit. Lantgården var känd av karabinjärerna och sent på förmiddagen den 5 juni anlände de dit. En kort strid utbröt, varvid Cagol dödades och karabinjärlöjtnanten Umberto Rocca förlorade vänster underarm efter att en handgranat exploderat precis när den träffade hans armbåge. Karabinjärkorpralen Giovanni D'Alfonso sårades så svårt att han avled 11 juni.
Den 18 januari 1976 greps Curcio åter efter 334 dagar på flykt och drygt 2 månader senare, den 22 mars greps även Giorgio Semeria. Därmed var Mario Moretti den siste kvarvarande i Röda brigadernas ledning som varit med från början. En princip som Röda brigaderna följde utan undantag, var att ingen delaktighet i verksamhetens ledning på distans från fängelset tilläts. En fängslad ledare blev omedelbart en "historisk" ledare, berövad varje möjlighet att påverka Röda brigadernas aktioner utanför fängelset. Den nya strategiska ledningen, vanligen kallad brigadernas "verkställande utskott" (Comitato Esecutivo) bestod efter Semerias fängslande av Moretti, Lauro Azzolini och Franco Bonisoli. Ledningen förstärktes före nyåret 1977 med ytterligare en person, Rocco Micaletto, och efter kidnappningen av Aldo Moro våren 1978 med ännu en, Prospero Gallinari.
Morettis övertagande av ledningen och exekutivkommitténs nya sammansättning innebar en svängning i riktning mot mer radikal våldsanvändning. Under de år som Curcio och Franceschini ingick i ledningen skickade brigaderna aldrig ut ett mordkommando av den typ som blev vardag under Morettis regim. Fascistiska aktivister, poliser och brigadister blev dödade även under den tidigare eran men då som en oavsiktlig konsekvens av aktioner med andra syften. De första dödsfallen orsakade av Röda brigaderna inträffade på förmiddagen 17 juni 1974 då en grupp om fem brigadister bröt sig in i en lokal på Via Zabarella i Padua, tillhörande den nyfascistiska organisationen MSI, för att stjäla diverse dokument. Två MSI-medlemmar som påträffades i lokalen, Giuseppe Mazzola (f. 1914) och Graziano Giralucci (f. 1944), försökte hindra dem och blev då ihjälskjutna av brigadisterna.
En återkommande våldsam aktionstyp var "gambizzazione", vilket innebar att den till måltavla utsedda personen sköts i benen, vanligen med flera skott. Först att utsättas för denna typ av attack blev advokaten och DC-medlemmen Massimo De Carolis som 15 maj 1975 ställdes inför "folkets domstol" på sitt eget kontor i Milano av Röda brigaderna och därefter sköts med ett skott i vänstra vaden av Walter Alasia. I två fall ledde denna relativt begränsade typ av våldsanvändning till offrets död. Vid ett tillfälle drabbades en person av hjärtinfarkt efter att ha fått flera kulor i benen och dog av infarkten. Det andra fallet blev en politisk katastrof för Röda brigaderna, då befälhavaren för aktionen Riccardo Dura, f.d. medlem av Lotta Continua, sköt ett dödande skott i bröstet på fackombudet Guido Rossa trots att ordern var att skjuta honom i benen. Eftersom Dura trots detta inte uteslöts ur organisationen, eller straffades på annat sätt, utan tvärtom senare lyftes in i den strategiska ledningen har misstankar uppstått om att han i själva verket verkställde en hemlig order som han fått direkt av Moretti utan att någon annan av de inblandade visste om det.

### Den nya inriktningen
Moretti hade den bestämda uppfattningen att den aggressiva agitationen med flygblad var bortkastad tid och att Röda brigaderna borde prioritera den militära aktiviteten på bekostnad av den politiska, med andra ord bli mer av en stadsgerilla. När den utvecklingen tog fart var Curcio och övriga fängslade brigadister reducerade till passiva betraktare av en utveckling som flera av dem ansåg vara en degenerering av verksamheten. Moretti tvekade däremot inte om att den nya linjen var rätt väg. De befintliga enheterna i Genua, Turin och Milano förstärktes med en fjärde i Rom, ledd av Barbara Balzerani. Valerio Morucci och Adriana Faranda rekryterades som förstärkningar från Potere Operaio. Man noterade också en tung förlust när Walter Alasia dödades i en eldstrid med polisen 15 december 1976 då även två poliser stupade.

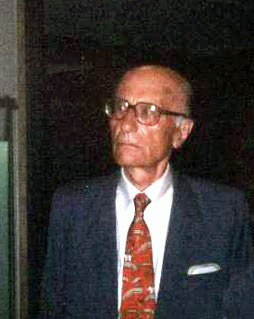
Ett offer för "gambizzazione": journalisten Indro Montanelli sköts med flera skott i benen av Röda brigaderna 2 juni 1977.

Francesco Coco blev det första målet för den nya inriktningen när han den 8 juni 1976 återvände hem för lunch. Klockan 13:38 stannade hans chaufför Antioco Dejana bilen på Via Balbi i Genua. Coco och hans livvakt Giuseppe Saponara klev ut ur bilen för att gå upp för den smala gatan Salita di Santa Brigida som inte är körbar. Bakom dem dök tre män upp, beväpnade med pistoler utrustade med ljuddämpare, och öppnade eld på bara ett par meters avstånd. Coco och Saponara dog på platsen. Dejana sköts till döds bara ett par sekunder senare innan han hunnit starta bilen eller dra fram sitt vapen. Följande dag, under rättegången mot de fängslade brigadisterna som börjat 17 maj, började Prospero Gallinari läsa upp en kommuniké i vilken Röda brigaderna tog på sig ”avrättningen” av Coco och de två ”legosoldater” som satts att beskydda honom. Han avbröts efter bara en mening av ordföranden och karabinjärerna i rättssalen slet kommunikén ur händerna på honom. Den hade emellertid redan distribuerats till pressen och innehållet klargjorde att aktionen var avsedd som inledning av en ny fas i kriget mellan samhällsklasserna. Bara två dagar senare dödades domaren Vittorio Occorsio i Rom av den nyfascistiska organisationen Ordine Nuovo.
Det stod sommaren 1976 klart att det italienska rättsväsendet hamnat i en korseld vars syfte var att från väldigt olika utgångspunkter provocera fram en samhällsomvälvning. Ytterligare nio representanter för domarkåren kom att bli offer för blyårens politiska våld. Av dem mördades fem av Röda brigaderna, två av Prima Linea, en av Unità comuniste combattenti och en av Nuclei Armati Rivoluzionari. Men det var inte bara domare på brigadernas lista över måltavlor. Journalister var en annan yrkesgrupp som råkade illa ut. De tre första dagarna i juni 1977 sköts en journalist om dagen i benen av brigaderna. Den andra i trion var Italiens troligen mest kända journalist under 1900-talet, Indro Montanelli, som 2 juni överraskades av ett tre man starkt brigadistkommando på gatan i Milano och sköts med tre skott i benen och ett i stora sätesmuskeln. Ytterligare två journalister sköts i benen under sommarhalvåret 1977, den femte för året blev Nino Ferrero vid L'Unità som 19 september fick ett lårben splittrat av en kula och var nära att förblöda. Den i Turin baserade journalisten Carlo Casalegno kritiserade kraftfullt ”gerillakrigarna” för deras metoder i en artikel i La Stampa 12 november. Fyra dagar senare blev han skjuten i ansiktet av brigadisten Raffaele Fiore och dog av sina skador 29 november. Mordvapnet visade sig senare vara samma revolver som använts av Rocco Micaletto när brigaderna mördade advokaten Fulvio Croce 28 april.

## Affären Moro

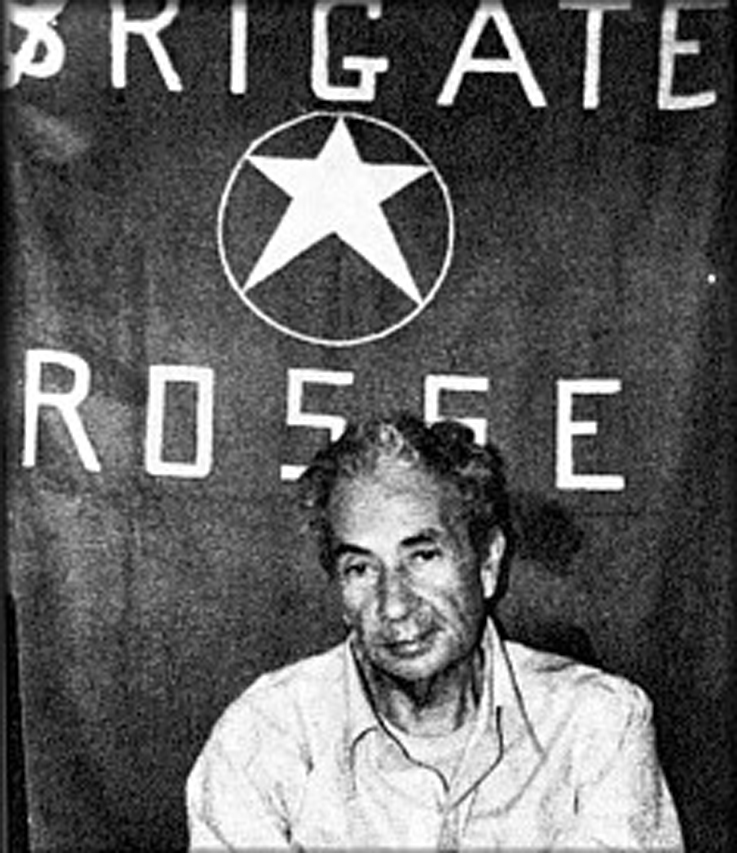
Aldo Moro i fångenskap hos Röda brigaderna 1978.

Röda brigadernas mest ryktbara aktion var kidnappningen av kristdemokraten Aldo Moro, en av Italiens ledande politiker och tidigare premiärminister. Det italienska kommunistpartiet hade inlett ett politiskt samarbete med Moros kristdemokrater, vilket Röda brigaderna ansåg vara ett oförlåtligt svek. Röda brigadernas nybildade enhet i Rom ("colonna romana") började under 1977 planera kidnappningen av en högt uppsatt politiker i huvudstaden. Man förvärvade för ändamålet en lägenhet på Via Camillo Montalcini 8, skriven på Anna Laura Braghetti. I lägenheten byggdes en ny mellanvägg och därmed skapades en liten cell i "folkets fängelse", med dimensionerna cirka 1,2 x 3 m. Vem som skulle sitta fängslad där var då ännu inte bestämt men enighet rådde om att det borde vara en ledande person inom Democrazia Cristiana. Tre starka kandidater förekom i diskussionerna: Giulio Andreotti, Amintore Fanfani och Aldo Moro. På senhösten 1977 bestämde man sig för att utreda alternativet Moro och 16 mars 1978 kidnappades han i en även med Röda brigadernas måttstock våldsam aktion som kom att kallas massakern på Via Fani. Hela Moros eskort, fem personer, mördades vid attacken. Av de minst tolv brigadister som direkt eller som medhjälpare deltog i aktionen skadades ingen och Moro kunde utan problem spärras in i den förberedda cellen, där han kom att tillbringa återstoden av sitt liv.
Regeringen och myndigheterna var totalt oförberedda på en attack av detta slag, riktad mot en ledande politiker. Så snart Röda brigaderna hade tagit på sig kidnappningen, efterlystes ett stort antal brigadister, av vilka sex faktiskt hade deltagit i aktionen eller planeringen av den: Lauro Azzolini, Franco Bonisoli, Prospero Gallinari, Rocco Micaletto, Mario Moretti och Antonio Savasta. Men minst hälften av de rätta namnen saknades alltså på listan som var mycket inaktuell även i andra avseenden. Den innehöll bland annat namnen på två brigadister som redan satt i fängelse, en som var mot våld och därför lämnat brigaderna tidigare och två som vistades utomlands vid tidpunkten, av vilka den ene dessutom bytt sida och blivit informatör för säkerhetstjänsten. Haveriet var fullständigt. När en av undersökningsledarna av en journalist fick frågan om utländska säkerhetstjänster kunde vara inblandade, svarade han att dådet var ytterst välplanerat och genomfört av personer som var vana skyttar. Det oinitierade svaret, närmast en gissning, gav näring åt de rykten om utländsk inblandning som sedan kom att cirkulera och som Alfredo Bonavita senare i sitt vittnesmål inför rätten avfärdade som "löjliga". Bonavita och Adriana Faranda vittnade senare om den nervositet och oro som särskilt ledarna kände inför aktionen som var den i särklass största och farligaste som brigaderna någonsin gett sig in på. Enligt Bonavita var Azzolini så nervös att han bara minuten innan aktionen påbörjades kände sig tvungen att ta en liten klunk konjak för att lugna nerverna.
Moros kidnappare krävde att 13 fängslade vänsteraktivister, medlemmar av Röda brigaderna, Gruppo XXII Ottobre och Nuclei Armati Proletari, skulle släppas i utbyte mot Moro. Röda brigaderna publicerade en serie kommunikéer i vilka de klargjorde att Moro ställts inför folkets domstol. I kommuniké nr 6 ökade man nervpressen drastiskt genom meddelandet att Moro hade befunnits skyldig och dömts till döden. Den italienska regeringen under Giulio Andreotti vägrade att förhandla med vad de ansåg vara simpla terrorister. I sin kommuniké nr 7, klargjorde Röda brigaderna 20 april att fångutväxlingen var det enda sätt genom vilket Moro åter kunde bli fri och gav Democrazia Cristiana 48 timmar att ta ställning. DC svarade redan följande dag att inget avtal skulle slutas med brigaderna. Moro skickade flera vädjande brev från sin fångenskap, i vilka han uppmanade sina politiska kolleger att tillmötesgå kidnapparnas krav. Han skrev även ett brev till påven Paulus VI, som var hans nära vän. Påven svarade med en vädjan till Röda brigaderna 22 april där han uppmanade dem att släppa Moro "villkorslöst", en formulering som inte mottogs positivt. Den 30 april ringde Mario Moretti upp Moros familj och förklarade Röda brigadernas ståndpunkt för dem. Enligt Moretti var det enda som kunde rädda Moro ett direkt ingripande av DC:s partisekreterare Benigno Zaccagnini. Följande dag vädjade familjen förgäves till DC:s ledning i ett öppet brev, publicerat i tidningen Il Giorno. Från sitt fängelse anmälde Moro därefter skriftligt sitt utträde ur partiet och meddelade parlamentets talman att han inte längre representerade Democrazia Cristiana.
De första dagarna i maj utväxlades ett stort antal hemliga meddelanden inom Röda brigaderna. Samtliga fyra avdelningar och de fängslade "historiska" ledarna röstade om Moros dödsdom och den 5 maj meddelade brigaderna i sin kommuniké nr 9 att dödsdomen skulle verkställas. Beslutet om verkställande var officiellt enhälligt och enligt Moretti var det "nästan" det även i verkligheten. Senare framgick att bland de få som röstat emot fanns Valerio Morucci och Adriana Faranda, två brigadister som tidigare tillhört Potere Operaio och deltagit i kidnappningsoperationen, Morucci t.o.m. som en av skyttarna.
Den 9 maj, den 55:e dagen av spänd väntan och nervkrig, valde Röda brigaderna att döda Moro. Man placerade hans döda kropp i bagageutrymmet på en röd Renault 4 och parkerade bilen symboliskt på Via Michelangelo Caetani i centrala Rom, en gata som ligger nära Piazza del Gesù och Via delle Botteghe Oscure, där DC:s respektive PCI:s högkvarter då låg. Meddelandet om var kroppen kunde hittas kom ca klockan 12:15 genom ett telefonsamtal från Röda brigaderna (Valerio Morucci) till Franco Tritto, en av Moros närmaste medarbetare, som uppmanades att personligen meddela Moros familj var de kunde hitta hans kropp. Enligt flera uppgiftslämnare inom rättsväsendet visste emellertid myndigheterna redan omkring klockan 10 på förmiddagen att Moros lik fanns i bilen på via Caetani.

## Myndigheterna slår tillbaka
Mordet på Aldo Moro ter sig efteråt som Röda brigadernas stora strategiska misstag. Ledningen för Prima Linea kritiserade brigaderna hårt och ansåg att redan själva kidnappningen var ett stort misstag som försatte Röda brigaderna i en hopplös situation där de inte kunde avgå med något slags seger, oavsett om de släppte Moro eller dödade honom. Mordet på Moro provocerade de italienska myndigheterna till en mobilisering av alla tillgängliga resurser för att göra slut på terrorn en gång för alla. Det drabbade inte bara Röda brigaderna utan även alla andra beväpnade organisationer i landet. Den 10 augusti 1978 gav regeringen Carlo Alberto dalla Chiesa, general inom carabinieri, i långt gående fullmakter att organisera och leda den nationella antiterroristbekämpningen och rekvirera de resurser han ansåg sig behöva.
Dalla Chiesa och hans organisation slog till mot terroristceller och lyckades snabbt arrestera ett flertal högt uppsatta "brigadister". Redan 1 oktober 1978 greps brigadisterna Nina Mantovani, Franco Bonisoli och Lauro Azzolini i en ”covo”, en lägenhet på Via Monte Nevoso i Milano, som visade sig innehålla en betydande del av brigadernas arkiv. Dalla Chiesas karabinjärer hittade bland annat en del av Aldo Moros minnesanteckningar (kopior). Resten av Moros "fängelsedokument", bland annat fotostatkopior av hans handskrivna originalanteckningar och brev hittades 1990 av en hantverkare bakom en falsk vägg i samma lägenhet. Bonisoli och Azzolini ersattes i brigadernas verkställande utskott av Raffaele Fiore och Carla Brioschi. Den ökade polisiära aktiviteten provocerade i sin tur Röda brigaderna till en intensifierad terrorkampanj som började 28 september med mordet på en av Fiats chefer, Pietro Coggiola, och fortsatte i ett par års tid med en serie mord på representanter för rättsväsendet, politiker och journalister. Samtidigt som kampanjen pågick började en föraning av det kommande nederlaget och den åsiktssplittring som fallet Moro orsakat göra sig märkbar. I januari 1979 gick sju medlemmar, däribland Morucci och Faranda, ur Röda brigaderna och anslöt sig till en annan nybildad grupp: Movimento Comunista Rivoluzionario men deras medverkan där blev kortvarig, eftersom båda greps av polisen redan 30 maj samma år. 
Den 24 januari 1979 inträffade det för den samlade vänstern oacceptabla mordet på fackföreningsledaren Guido Rossa som resulterade i en protestvåg bland arbetare och vänsterpressen. Att mordet på Rossa verkade vara ett fall där aktionens ledare överskridit sina befogenheter gjorde inte saken bättre. Medias fortsatta angrepp mot Röda brigaderna resulterade i en hämndaktion 24 april då ett brigadistkommando, lett av Prospero Gallinari, trängde sig in hemma hos Franco Piccinelli, huvudredaktör för Rai:s lokalredaktion i Piemonte och sköt honom i benen framför ögonen på hans barn som då var 6 och 10 år gamla. Möjligen för att dra uppmärksamheten från fallet Rossi mördade brigadisterna i Rom 29 mars en av DC:s regionala partifunktionärer, Italo Schettini, och en dryg månad senare, 3 maj, ockuperade ett kommando på omkring 15 brigadister kortvarigt DC:s högkvarter i Rom som en demonstration av organisationens militära kapacitet och sköt på vägen ut ihjäl två poliser samt sårade en tredje. Karabinjäröversten Antonio Varisco mördades i Rom 13 juli och antalet mördade poliser ökade snabbt under hösten och vintern: fem i Rom, tre i Genua och tre i Milano.

## Splittringen

### Angivaren Peci
Under 1979 grasserade Röda brigadernas terror, och den italienska regeringen lovade att de "brigadister" som samarbetade med polisen skulle få ett mildare straff. Dessa angivare kom att kallas pentiti, "de ångerfulla". I februari 1980 grep polisen en av ledarna för Brigaderna i Turin, Patrizio Peci, som kom att bli en värdefull angivare. Anhållandet av Peci inledde en serie händelser som kom att leda till inre splittring och till sist en delning av Röda brigaderna i flera delar. I mars mördades tre högt uppsatta domare, och Peci gav då polisen information om gömställen och stora vapengömmor. Detta resulterade i arresteringar av ett tiotal ledande "brigadister". Efter tips från Peci stormade polisen också 28 mars en lägenhet med brigadister som vägrade kapitulera. Fyra brigadister dödades av polisen: Annamaria Ludmann, Riccardo Dura, Lorenzo Betassa och Piero Panciarelli. Många brigadister hamnade i fängelse tack vare Peci och det handlade nu om en typ av hårdbevakade fängelser med ”maximal säkerhet”, där de nya säkerhetskraven ofta gjorde fångarnas redan svåra situation i föråldrade och nerslitna fängelselokaler outhärdlig. Ingen förnekade att det var ett problem som krävde en lösning och Röda brigaderna trodde sig ha den.

### Kidnappningen av D'Urso
Domaren Giovanni D'Urso, en högt uppsatt tjänsteman inom den myndighet som ansvarade för landets fängelser, kidnappades av Röda brigaderna 12 december 1980. Kravet för att släppa honom levande var att staten omedelbart skulle stänga det gamla och nerslitna högsäkerhetsfängelset i Asinara. Regeringen fruktade att den 47-årige D'Urso skulle sluta sina dagar som Aldo Moro. Efter komplicerade förhandlingar där premiärministern Arnaldo Forlani sattes under hård press meddelade Bettino Craxi, partisekreterare för PSI, det näst största partiet i regeringskoalitionen, på juldagen 1980 att hans parti ansåg att en stängning av Asinara-fängelset var möjligt, men inte för att Röda brigaderna krävde det, utan för att det var en välgrundad kriminalpolitisk åtgärd som förespråkades av många parter. Bara ett dygn senare meddelade regeringen att samtliga fångar i Asinara skulle flyttas till andra fängelser. Regeringen utsattes omedelbar för ett frontalangrepp, framför allt från det största oppositionspartiet PCI, vars ordförande Enrico Berlinguer anklagade regeringen för att ha gått med på terroristernas krav.
Situationen komplicerades oväntat 28 december när en våldsam fängelserevolt bröt ut vid högsäkerhetsfängelset i Trani, där en grupp fångar tog 19 vakter som gisslan. De krävde att samtliga landets högsäkerhetsfängelser skulle avvecklas omedelbart. Regeringen svarade med att sätta hårt mot hårt. Karabinjärerna stormade fängelset och befriade gisslan. Röda brigaderna svarade genom att 31 december mörda karabinjärgeneralen Enrico Galvaligi som på distans från Rom lett stormningen av fängelset i Trani. Galvaligi mördades av två män förklädda till varubud när han på kvällen kom hem från mässan med sin fru. Eftersom general Galvaligi var en för de flesta totalt okänd person och endast ett fåtal kände till hans specialuppdrag under Dalla Chiesas befäl började man frukta att det fanns en läcka någonstans inom myndigheterna och att det var genom den brigadisterna hade kommit åt information om Galvaligi. Situationen var fortsatt mycket spänd när Röda brigaderna 4 januari 1981 meddelade att D'Urso hade dömts till döden men att verkställandet av domen skjutits upp.
I en ny kommuniké krävde brigaderna 10 januari att en skrivelse från fångarna i fängelserna Trani och Palmi skulle publiceras i dagstidningarna. Om så inte skedde skulle avrättningen av D'Urso verkställas. Nästan alla tidningar vägrade publicera och staten svarade genom att tillgripa motpartens vapen, utpressning. En domare utfärdade arresteringsorder för 65 namngivna fångar i de berörda fängelserna som anklagades för delaktighet i kidnappningen av D'Urso. Dessutom klargjorde man att anklagelsen skulle skärpas till delaktighet i mord om D'Urso dödades av brigaderna. Därmed uppstod ett låst läge som verkade stoppa alla fortsatta förhandlingar. 
I detta läge ingrep Marco Pannella, ordförande för Partito Radicale. Partiet upplät sin tid i ett politiskt TV-program, Tribuna politica flash, till familjen D'Urso. I ett känslosamt och välformulerat tal kritiserade den kidnappade domarens dotter Lorena D'Urso pressen för att i åratal ha publicerat tidningar fyllda med text av och om Röda brigaderna men nu när det gällde hennes fars liv vägrade pressen plötsligt att upplåta två kolumner för en skrivelse författad av fångar. Därefter läste Lorena D'Urso upp en del av den skrivelse som fångarna i Palmi undertecknat. Pressen utsattes efter TV-sändningen för ett hårt tryck och gav då delvis med sig men de flesta större dagstidningar vägrade att publicera fångarnas skrivelse om inte D'Urso frigavs först. Efter fem dagar, 15 januari, lämnade Röda brigaderna D'Urso i en liten bil på Via Portico d'Ottavia i Rom, bunden men vid god hälsa.

### Kriminologen som blev terrorist
Röda brigadernas plötsliga intresse för fängelserna var ett resultat av att den före detta kriminologen Giovanni Senzani lyfts upp i den operativa ledningen. Senzani var en avhoppad akademiker som tagit en universitetsexamen i kriminologi vid universitetet i Bologna. Därefter specialiserade han sig på fängelsesystemet och dess problem. Senzani levde under flera år ett dubbelliv som lärare vid universiteten i Florens och Siena och rådgivare åt det regeringsdepartement (ministero di Grazia e Giustizia) som ansvarade för landets fängelser, samtidigt som han hade ständig kontakt med Röda brigaderna i Genua. Senzani anhölls i mars 1979 misstänkt för samröre med Röda brigaderna. Han släpptes efter endast tre dagar då bevisen inte räckte för häktning och gick under jorden. Nästa tydliga livstecken från honom blev kidnappningen av D'Urso som han planerat tillsammans med Mario Moretti. När Moretti greps 4 april 1981 i Milano tog Senzani tillfälligt över ledningen för Röda brigaderna.
Morettis ledning hade länge kritiserats hårt av många brigadister, framför allt avdelningen i Milano (”colonna Walter Alasia”) och hans gripande påskyndade den delning av Röda brigaderna som förmodligen hade ägt rum ändå eftersom Senzani visade sig vara en ledare som majoriteten inte kunde acceptera. Senzani låg bakom kidnappningen av Roberto Peci, bror till angivaren Patrizio Peci. Han fattade också beslutet att filma mordet på Roberto Peci som ägde rum 3 augusti 1981. När nyheten om filmen spreds bland brigadisterna i fängelserna diskuterades den och man kom fram till att nyheten måste vara falsk, en ”provokation”. En majoritet ansåg att om den var sann hade Senzani gått över gränsen för vad som kunde accepteras. 
Förutom Peci kidnappades under året i rask följd ytterligare tre personer och brigaderna inkasserade i ett av fallen en ansenlig lösensumma. Bakom denna till synes imponerande livaktighet dolde sig en verklighet i vilken brigadernas faktiska medlemsantal sjunkit till några tiotal aktiva och att vissa brigadister börjat samarbeta med den organiserade brottsligheten. De kommunikéer som publicerades i samband med kidnappningarna visade på en skillnad i formuleringar som antydde att det var helt olika grupper, utan kontakt med varandra, som stod för dem. En fragmentarisering av Röda brigaderna i små från varandra helt åtskilda terroristceller verkade hösten 1981 vara nära förestående.
Barbara Balzerani hade anslutit sig till Röda brigaderna redan 1975 och snabbt avancerat till en ledande position i Rom när brigaderna bildade sin fjärde avdelning där. Efter Morettis arrestering 1981 övertog Balzerani ledningen av den majoritet som kom att bli känd som Röda Brigaderna-PCC (Partito Comunista Combattente). Den Moretti-kritiska utbrytargruppen bildade Röda brigaderna-UCC (Unione dei Comuniste Combattenti) under ledning av Senzani. De två delarna kom därefter att operera helt oberoende av varandra och samarbetade inte. Nästa uppmärksammade aktion som företogs av Röda brigaderna var därför Senzani inte informerad om i förväg.
Den 17 december 1981 kidnappade Röda brigaderna en högt uppsatt amerikansk NATO-officer i Verona, general James Lee Dozier som man ansåg vara ett lovligt byte på grund av det militära samarbetet med NATO och för att Dozier bodde i Italien. Kidnappningen genomfördes i Verona 17 december 1981, av Barbara Balzerani, Antonio Savasta, Pietro Vanzi och Cesare Di Leonardo, av vilka Savasta och Vanzi förklädda till rörmokare tog sig in i Doziers bostad och skapade historia genom att bli den första irreguljära väpnade styrkan någonsin att tillfångata en amerikansk general. Dozier fritogs 28 januari 1982 av italienska specialstyrkor (NOCS) skapade för terroristbekämpning. Under Doziers fångenskap greps Giovanni Senzani i Rom 8 januari men han verkade vara helt okunnig om var Dozier befann sig och vem som vaktade honom. Det stod klart för myndigheterna att man nu hade att göra med två terroristorganisationer som båda använde sig av den asymmetriska stjärnan som symbol.

## Den stora rättegången och dess verkningar
Myndigheterna började nu få känslan av att man hade fått kontroll på situationen. Den största rättegången någonsin mot medlemmar av Röda brigaderna kunde äntligen börja i Rom våren 1982 med 63 åtalade. Domarna avkunnades 28 januari 1983 av rättens ordförande Severino Santipichi: 32 av de åtalade dömdes till livstids fängelse och ytterligare 24 dömdes till sammanlagt 316 års fängelse. Sju av de åtalade undgick straff av olika skäl. Samtliga dömda överklagade och 14 mars 1985 föll appellationsdomstolens domar i vilka man tagit större hänsyn till att vissa av de åtalade, såsom Valerio Morucci och Adriana Faranda, tagit tydligt avstånd från Röda brigaderna redan innan de greps. Antalet livstidsdomar sjönk därmed till 22 och vissa smärre justeringar av de övrigas domar gjordes också. Kassationsdomstolen bekräftade domarna 14 november 1985. Medan fallet låg hos kassationsdomstolen greps 19 juni en av huvudaktörerna i fallet Moro, Barbara Balzerani, vilket i praktiken innebar slutet för Röda brigaderna i Rom. Balzerani dömdes senare till livstids fängelse. Två av deltagarna i kidnappningen av Moro, Alessio Casimirri och Alvaro Lojacono, har aldrig ställts inför rätta för något de gjorde under sin tid i Röda brigaderna. Båda lämnade Italien innan de kunde gripas och har aldrig återvänt. För deltagarna i kidnappningen av Aldo Moro gick det så här:
- Rita Algranati (f. 1958): dömdes 1988 i sin frånvaro till livstids fängelse, anhölls 11 september 2004 i Kairo och utlämnades till Italien. Hon är den enda brigadisten som fortfarande (2018) sitter i fängelse på heltid.
- Barbara Balzerani (1949–2024): anhölls 19 juni 1985, dom: livstids fängelse, villkorligt frigiven 2006.
- Franco Bonisoli (f. 1955): anhölls 1 oktober 1978, dom: livstids fängelse, villkorligt frigiven 1997.
- Anna Laura Braghetti (f. 1953): anhölls 27 maj 1980, dom: livstids fängelse, villkorligt frigiven 2002.
- Alessio Casimirri (f.1951): dömd i sin frånvaro till livstids fängelse, vistas (2018) i Nicaragua. Han är nicaraguansk medborgare och utlämnas inte.
- Raimondo Etro (f. 1957): anhölls 1996, och dömdes för att bl.a. ha gömt de på via Fani använda vapnen till 20 år och 6 månader i fängelse.
- Adriana Faranda (f. 1950): anhölls 29 maj 1979, dom: 26 års fängelse, villkorligt frigiven 1994.
- Raffaele Fiore (f. 1954): anhölls 19 mars 1979, livstids fängelse, villkorligt frigiven 1997.
- Prospero Gallinari (1951–2013): anhölls 24 september 1979, dom: livstids fängelse. överförd till husarrest 1996 p.g.a. allvarligt hjärtfel, frigiven 2010. Dog av en hjärtinfarkt i sitt hem.
- Alvaro Lojacono (f. 1955): dömd i sin frånvaro till livstids fängelse. Är medborgare i Schweiz där han 1989 dömdes för dråp till 17 års fängelse. Schweiz lämnar inte ut sina medborgare.
- Germano Maccari (1953–2001): anhölls 1993, dömdes 1996 till livstids fängelse, efter överklagande sänkt till 26 års fängelse. Dog i Rebibbia-fängelset av en brusten  aneurysm i hjärnan.
- Mario Moretti (f. 1946): anhölls 4 april 1981, dom: livstids fängelse, beviljad frigång för att arbeta utanför fängelset 1997. Han får inte vistas utanför Milano och måste fortfarande (2018) tillbringa sina nätter i fängelsecell.
- Valerio Morucci (f. 1949): anhölls 29 maj 1979, dom: livstids fängelse, efter överklagande sänkt till 30 års fängelse, villkorligt frigiven 1994. Morucci namngav 1986 i en 300-sidig promemoria samtliga deltagare i massakern på Via Fani och redogjorde detaljerat för händelseförloppet. Promemorian förvarades av en nunna som arbetade i fängelset och överlämnade den till myndigheterna 1990, enligt Alberto Franceschini sannolikt med Moruccis goda minne.
- Bruno Seghetti (f. 1950): anhölls 19 maj 1980, dom: livstids fängelse, villkorligt frigiven 1999 men återförd till fängelset 2001 för att ha nonchalerat villkoren för sin frigivning. Han var veterligen i maj 2018 åter villkorligt frigiven.[44]

Under mitten av 1980-talet blev Röda brigadernas attentat alltmer sporadiska. Utåt sett kunde det verka som att organisationen vidgat sina vyer och deltog i brännande världspolitiska konflikter, bl.a. tog man parti för PLO och palestiniernas sak. Den 15 februari 1984 sköt man ihjäl den amerikanske diplomaten Leamon Hunt, som hade fått i uppdrag att följa upp Camp David-avtalen mellan Israel och Egypten. Mordet på Hunt visade sig emellertid senare vara ett dåd av en liten isolerad utbrytargrupp som inte längre hade någonting annat med Röda brigaderna att göra än att man utan någons tillåtelse fortsatte att använda sig av brigadernas symbol. Eftersom den ursprungliga organisationsstrukturen inte längre existerade kunde man förvänta sig en utveckling där allt fler små fristående terroristgrupper började kalla sig för Röda brigaderna, med något mer eller mindre kryptiskt tillägg. Det låg av flera skäl inte i de fängslade "originalbrigadisternas" intresse att tillåta en sådan utveckling. Med början under den pågående rättsprocessen 1985 undertecknade sammanlagt 170 fängslade brigadister ett dokument där de tog avstånd från den väpnade kampen och förkastade den som ett politiskt medel. De undertecknade erkände också att de hade felat och medgav sin delaktighet i begångna brott. Denna juridiska åtgärd baserades på en ny lag, antagen 29 maj 1982, och innebar i praktiken kraftiga straffrabatter för alla som undertecknade ett sådant dokument om avståndstagande (dissociazione).  Efter denna deklaration blev det i praktiken mycket svårt för någon utanför detta kollektiv att med någon trovärdighet påstå sig representera Röda brigaderna. Frekvensen i de politiska attentaten sjönk drastiskt. Antalet offer gick ner från 24 år 1985 till 1 året därpå och 4 år 1987. Året 1989 blev ett slags sensation, för första gången på 20 år registrerades siffran 0 i statistiken för antalet offer för politiska attentat.

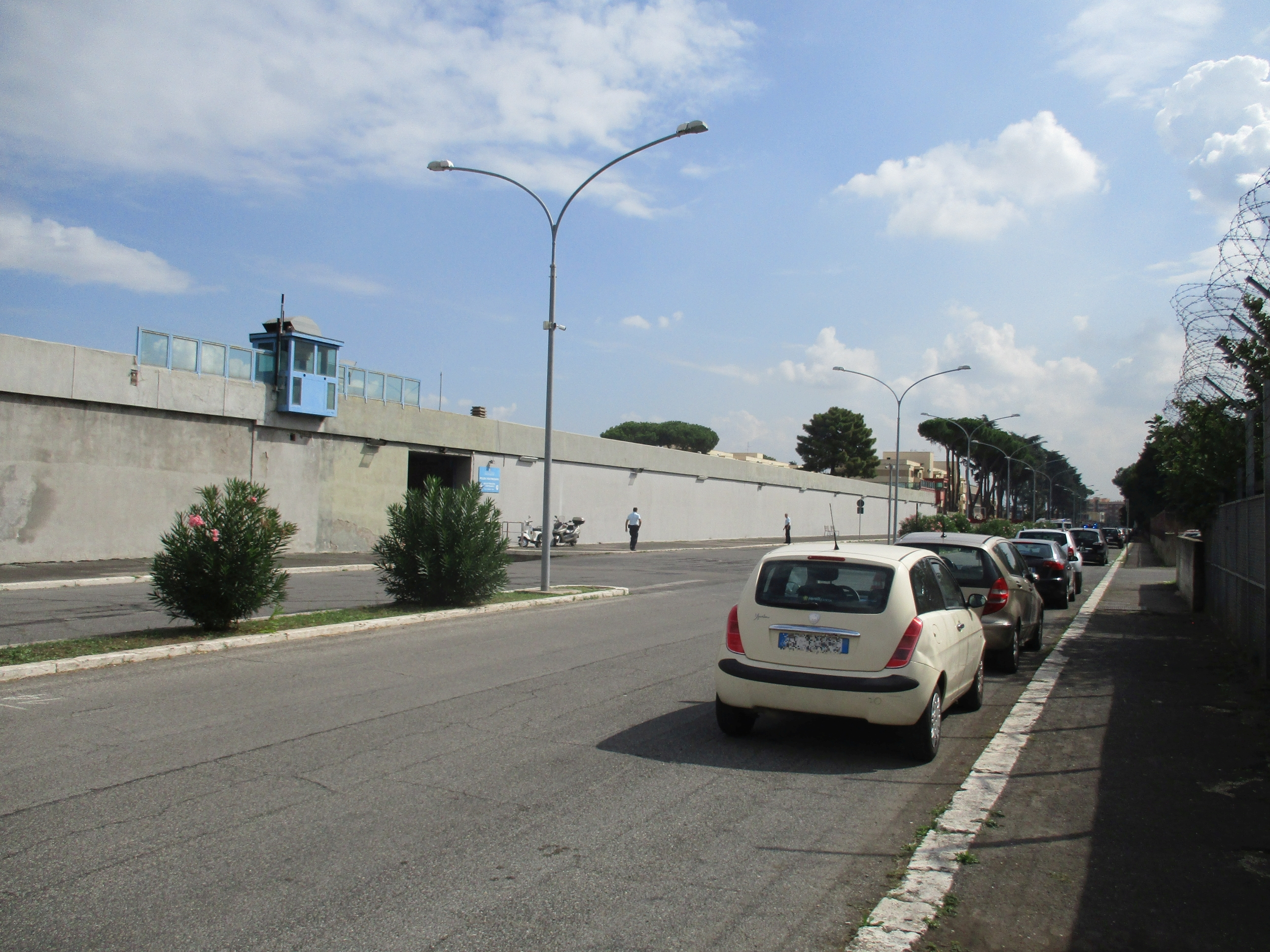
Fängelset i Rebibbia, där Röda brigaderna formellt upplöstes 1988.

## Den formella slutpunkten
De fängslade ledarna Curcio, Moretti och Balzerani deklarerade 1987 offentligt att den väpnade kampen mot staten var avslutad. Den 16 april 1988, tio år efter kidnappningen och mordet på Aldo Moro, mördade Röda brigadernas sista verksamma avdelning (BR-PCC) den kristdemokratiske politikern Roberto Ruffilli, som bara några dagar dessförinnan hade möjliggjort bildandet av en kristdemokratisk regering. BR-PCC lade ner vapnen 2 september 1988 efter att nio medlemmar gripits för mordet på Ruffilli; samtliga nio dömdes 1 juni 1990 till livstids fängelse. Genom Prospero Gallinari som avtjänade sitt straff i Rebibbia-fängelset publicerade Röda brigaderna 23 oktober 1988 en skriftlig deklaration att den väpnade kampen mot staten var avslutad och organisationen Röda brigaderna var upplöst. Röda brigaderna var från och med nu bara en kollektiv benämning på de politiska fångar som kämpat för denna organisation och man tog kraftigt avstånd från alla andra som eventuellt kunde försöka hävda att de representerade Röda brigaderna. Den formella deklarationen erhöll även en passus om sökande av allmän politisk amnesti, vilket i praktiken betydde att man också erkände sig besegrade av staten. Deklarationen undertecknades av åtta kända brigadister, bland dem också representanter för UCC och PCC.

## De så kallade "nya Röda brigaderna"
Namnet Nya Röda brigaderna (Nuove Brigate Rosse) är en konstruktion av italienska media som egentligen avser flera, mestadels inaktiva, utomparlamentariska grupper. En av dessa grupper aktiverades i slutet av 1990-talet. Gruppen som helt saknade personell och historisk anknytning till Röda brigaderna hade dock inget emot att ses som deras politiska arvtagare. Den 20 maj 1999 mördade denna grupp Massimo D'Antona, en rådgivare till den dåvarande premiärministern Massimo D'Alema. Knappt tre år senare, den 20 mars 2002, sköt de ihjäl Marco Biagi, en professor som var ekonomisk rådgivare åt premiärminister Silvio Berlusconi. Det rättsliga efterspelet ledde till livstidsdomar för Roberto Morandi, Nadia Desdemona Lioce, Marco Mezzasalma och Diana Blefari Melazzi. En femte medlem av gruppen, Simone Boccaccini, dömdes till 21 års fängelse. Domarna fastställdes efter överklaganden 27 oktober 2009. Melazzi begick självmord i fängelset i Rebibbia 31 oktober. Det finns inget som tyder på att denna grupp har aktiva medlemmar i frihet eller att dess verksamhet har fortsatt efter februari 2004.